# Samuel H. Young

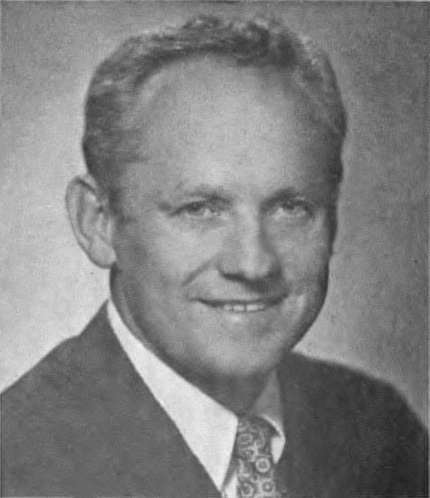
Samuel H. Young, 1973

Samuel Hollingsworth Young (* 26. Dezember 1922 in Casey, Clark County, Illinois; † 23. September 2017 in Glenview, Illinois) war ein US-amerikanischer Politiker. Von 1973 und 1975 vertrat er den Bundesstaat Illinois im US-Repräsentantenhaus.

## Werdegang
Samuel Young besuchte bis 1940 die Urbana High School. Während des Zweiten Weltkrieges war er zwischen 1943 und 1946 Fallschirmjäger in der US Army. Dabei stieg er bis zum Hauptmann auf. In den Jahren 1947 und 1948 unterrichtete er an der University of Illinois Wirtschaftslehre. Nach einem Jurastudium an derselben Universität und seiner 1948 erfolgten Zulassung als Rechtsanwalt begann er in Chicago in diesem Beruf zu arbeiten. In dieser Eigenschaft war er auch für die United States Securities and Exchange Commission tätig. In den Jahren 1949 und 1950 hielt Young an der Northwestern University Vorlesungen. Von 1953 bis 1955 war er Sicherheitsbeauftragter des Staates Illinois; zwischen 1955 und 1957 bekleidete er das Amt des Assistant Secretary of State. Er war auch Finanzvorstand, Schatzmeister und Sekretär der Hospital Supply Company, einer Firma zur Beschaffung von Krankenhausbedarfsgütern.
Politisch schloss sich Young der Republikanischen Partei an. Von 1951 bis 1973 war er Delegierter auf allen regionalen Parteitagen der Republikaner in Illinois. Bei den Kongresswahlen des Jahres 1972 wurde er im zehnten Wahlbezirk von Illinois in das US-Repräsentantenhaus in Washington, D.C. gewählt, wo er am 3. Januar 1973 die Nachfolge von Harold R. Collier antrat. Da er im Jahr 1974 nicht bestätigt wurde, konnte er bis zum 3. Januar 1975 nur eine Legislaturperiode im Kongress absolvieren, die von der Watergate-Affäre überschattet wurde. Diese kostete im Jahr 1974 viele republikanische Kongressabgeordnete die Wiederwahl.
1976 bewarb sich Samuel Young erfolglos um seine Rückkehr in den Kongress. Danach ist er politisch nicht mehr in Erscheinung getreten. Seinen Lebensabend verbringt er abwechselnd in Glenview und Marco Island (Florida).